# Assomada
Assomada é uma cidade, sede do concelho de Santa Catarina, no interior da ilha de Santiago, no Sotavento de Cabo Verde. Assomada fica a 44 km para norte da cidade da Praia, capital do país.
De acordo com o Censo Geral da População de 2021, na cidade de Assomada vive  21,297 habitantes. Assomada está subdividida em 22 bairros e tem uma área urbana edificada e loteada total de cerca de 213 hectares. Mantendo-se o actual ritmo de expansão espacial, prevê-se que em 2010 a superfície urbana possa chegar aos 550 hectares.
Assomada é um importante pólo comercial, onde se pode fruir uma atmosfera peculiar, num misto de urbe e campo. O centro da cidade revela uma forte presença de edifícios de estilo colonial português, que testemunham o seu passado histórico. No entanto, partindo desse núcleo urbano, a cidade tem tido um crescimento notável desde a independência de Cabo Verde, em grande parte devido ao investimento na imobiliária pelos emigrantes e o influxo de pessoas vindas do interior e das outras ilhas em busca de trabalho.

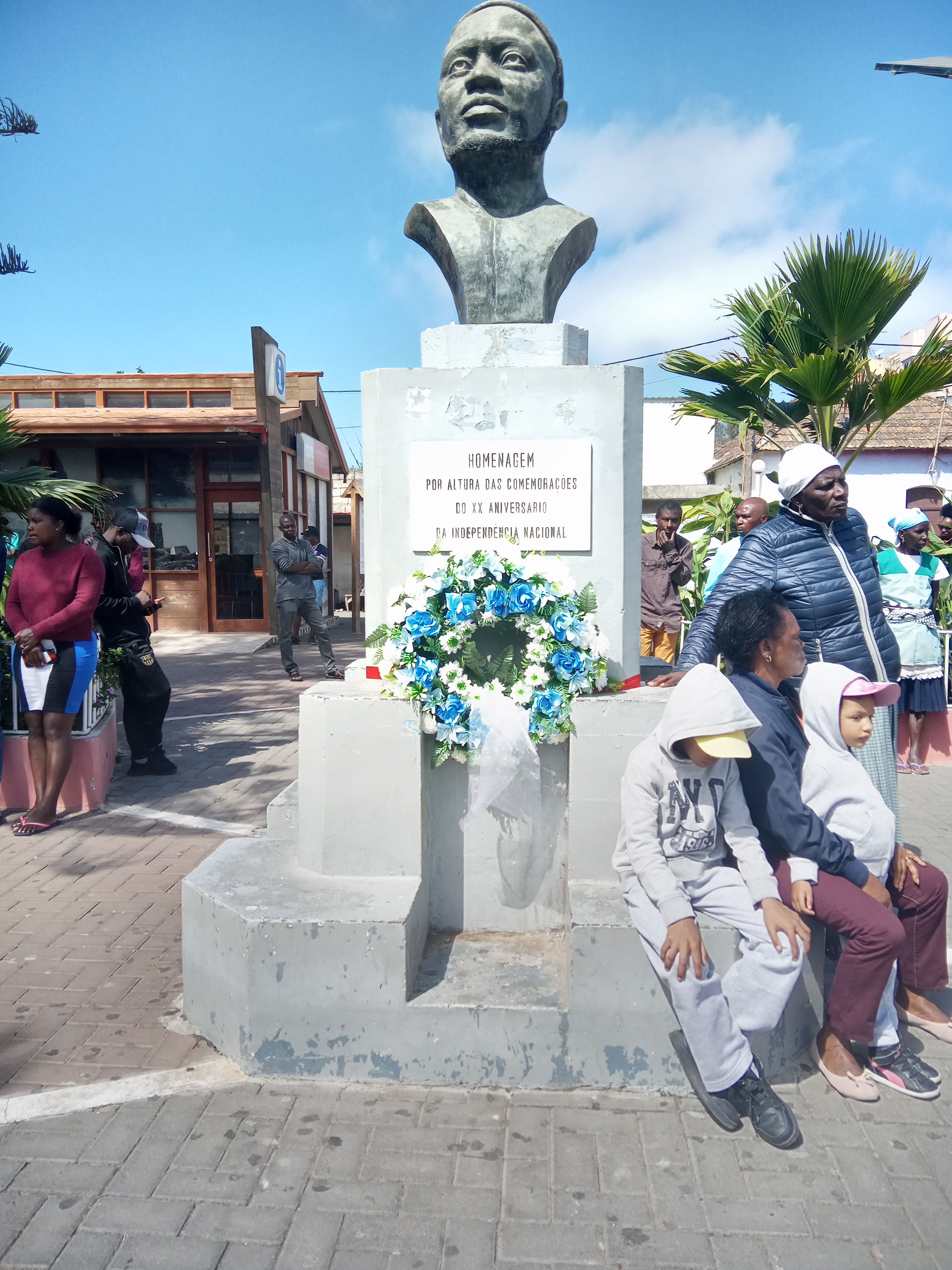
Busto de Amílcar Cabral

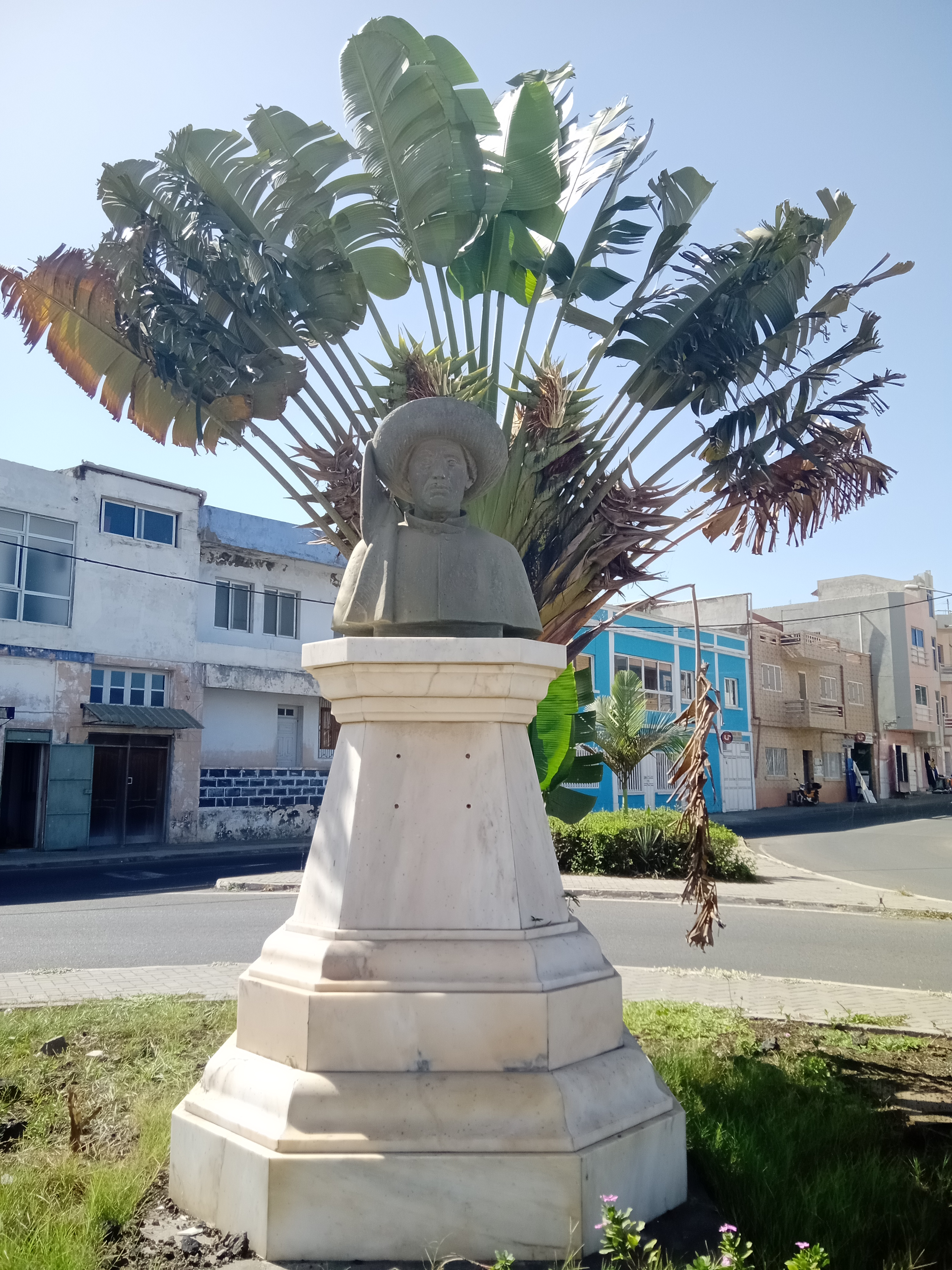
Busto de Infante Dom Henrique em Cutelo

O mercado de Assomada, localmente conhecido por pelourinho de Assomada, é tido como o maior e mais concorrido mercado de Santiago, com uma enorme variedade de produtos agrícolas e artigos diversos que se compram e vendem. A isto não será alheio o facto de nos encontramos no coração da maior e mais populosa ilha do arquipélago de Cabo Verde e no concelho de Santa Catarina, o "Celeiro de Cabo Verde".
Em termos culturais, merece especial destaque o Centro Cultural Norberto Tavares, que já foi o Museu da Tabanca. Instalado no edifício da antiga Repartição da Fazenda e dos Correios, considerado património histórico-cultural pelo seu traçado arquitectónico. O actual Centro Cultural da Assomada localiza-se no centro da cidade. O centro cultural organiza exposições temporárias e diversos espectáculos, procurando promover e dinamizar a vida cultural no concelho de Santa Catarina e no interior da ilha de Santiago.

## História
Pouco se sabe das origens da cidade de Assomada. O mais compreensivo e citado registo da história de Assomada é o livro  "A vila de Assomada" de Henrique Lubrano de Santa Rita Vieira, publicado pela Associação dos Amigos do Concelho de Santa Catarina em 1993.
A palavra assomada é definida no dicionário Houaiss como "acto ou efeito de assomar(-se); lugar que primeiro assoma; cume, cabeça; ponto mais alto; auge, climáx" e a palavra assomar significa subir ao cume ou aparecer em lugar alto. Na verdade, quando se vai para Assomada, sobretudo para quem vem da cidade da Praia, tem que se subir a montanha e a cidade como que surge à nossa frente. Essa característica da cidade ficou imortalizada na nos versos “Subi Somada, bô di diante, mi di trás” da famosa coladeira “Pomba” de Biloca, cantada, entre outros, por Bana e Cesária Évora.

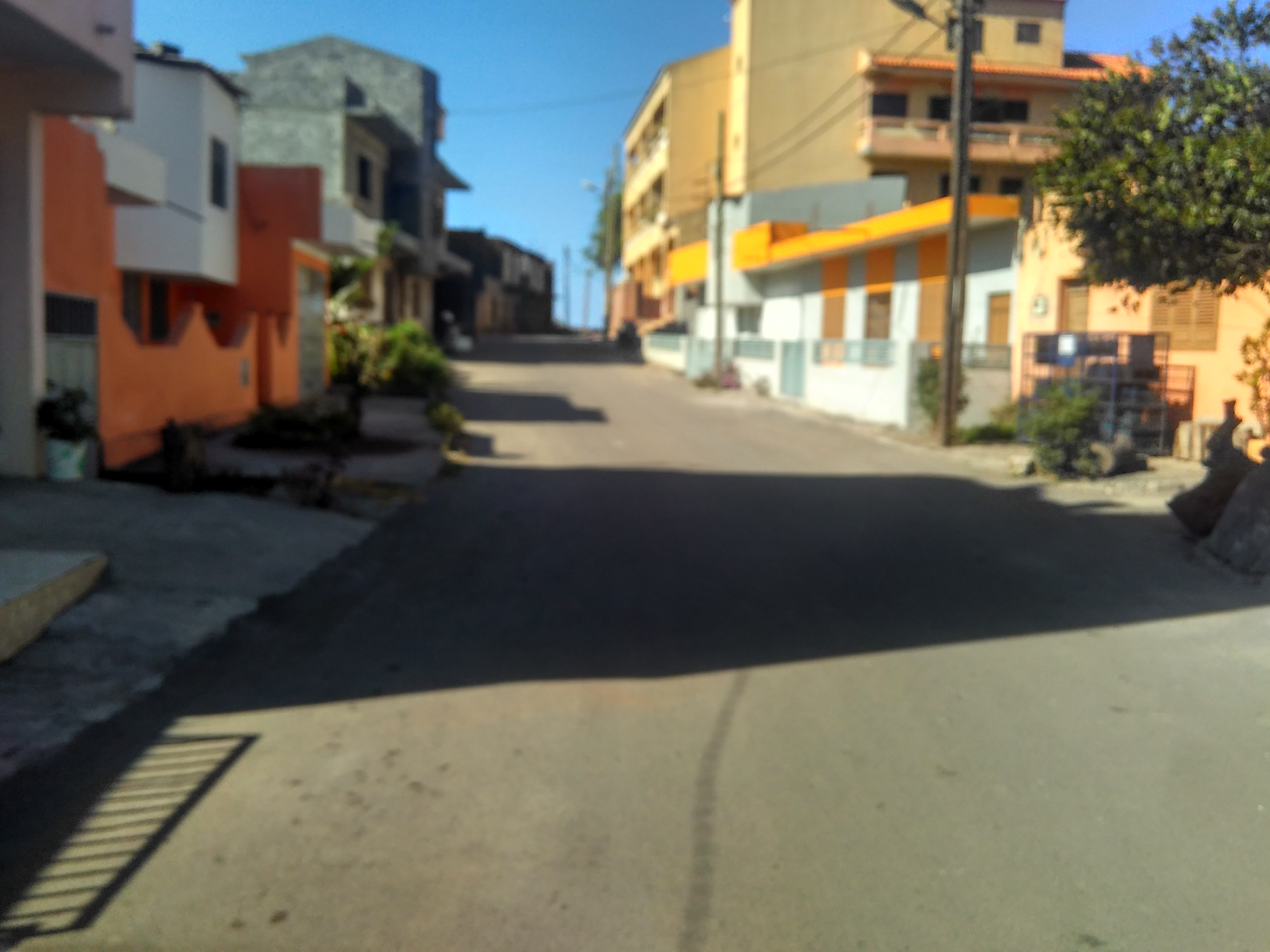
Pedra Barro, Assomada

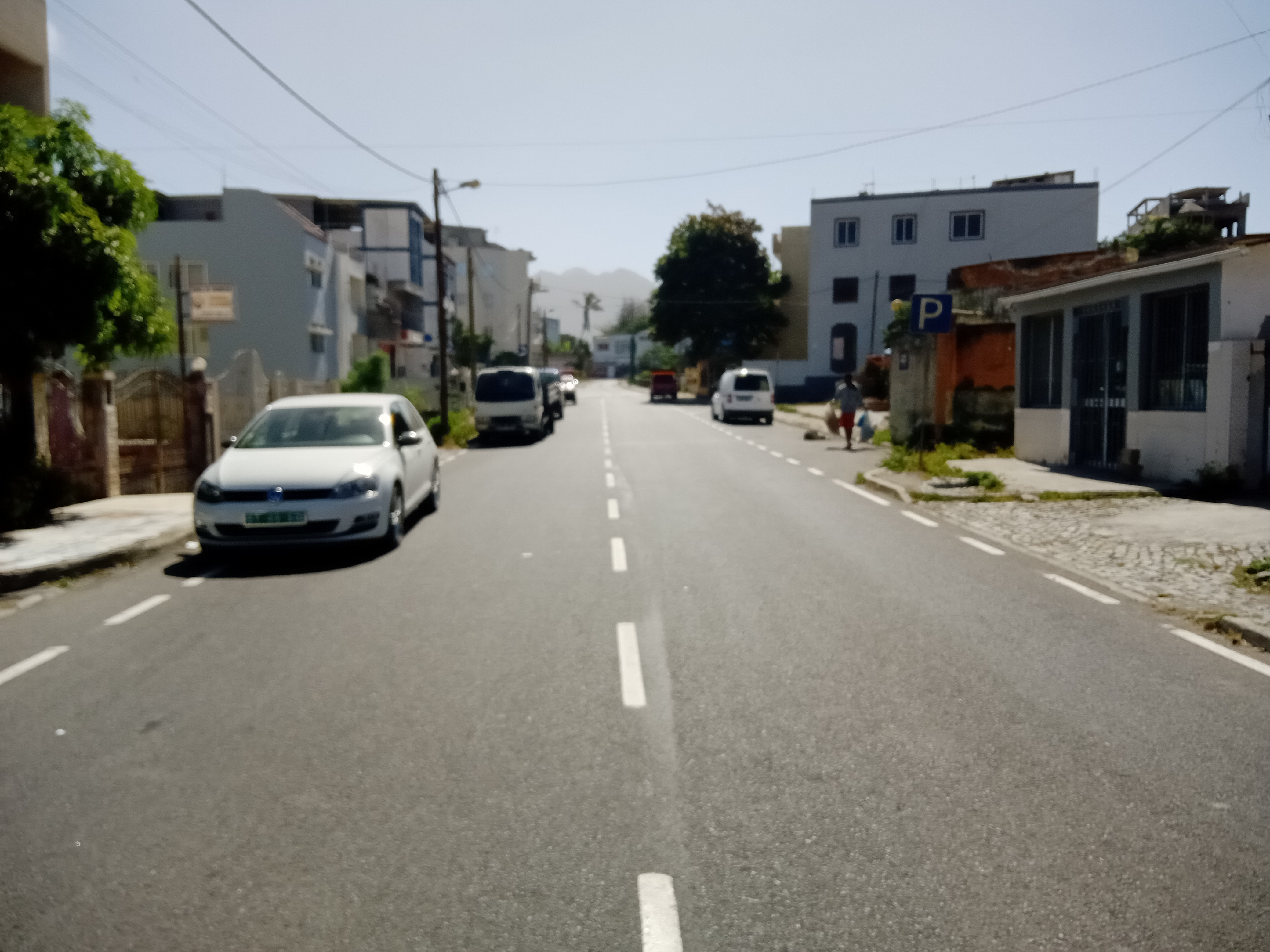
Bairro de Tarrafalinho

### Sede de concelho
A 17 de Dezembro de 1833 Manuel Martins foi nomeado Governador da Província de Cabo Verde. Um dia após a tomada de posse, a "ainda que não tivesse havido, nessa altura, um diploma régio para sancionar a transferência" de Martins, este teve a iniciativa de transferir a sede do Concelho de Santa Catarina de Ribeira Grande para a incipiente povoação dos Picos. "Foi uma medida de grande alcance para o desenvolvimento do interior da ilha de Santiago como, de várias outras, em todo o País que caracterizaram o espírito empreendedor deste controverso personagem", e que contribuiu ainda para o desenvolvimento de infra-estruturas que na altura eram necessárias para a instalação e implantação de organizações administrativas, designadamente nos Picos.
No ano de 1912, sendo Governador da Província Joaquim Pedro Vieira Júdice Bicker, pela portaria nº 146 de 4 de Maio, é que efectuou-se a transferência da sede do Concelho do Tarrafal para a povoação de Assomada, como atesta Santa Rita Vieira, "o concelho passou durante um longo período (de 1834 a 1912), na mudança de sede administrativos, até que, pela portaria N.º 146 de 4 de Maio de 1912, Assomada adquiriu definitivamente a posse da sede do Concelho de Santa Catarina".
Santa Rita Vieira relata que várias localidades desempenharam a função da sede no concelho, nomeadamente: Ribeira da Barca em 1845, Casa Grande nos Picos em 1845 e entre 1851 a 1857; Flamengos entre 1846 e 1849; Achada Falcão (em Cabeça Carreira) 1859; e Mangue no Tarrafal em 1869.

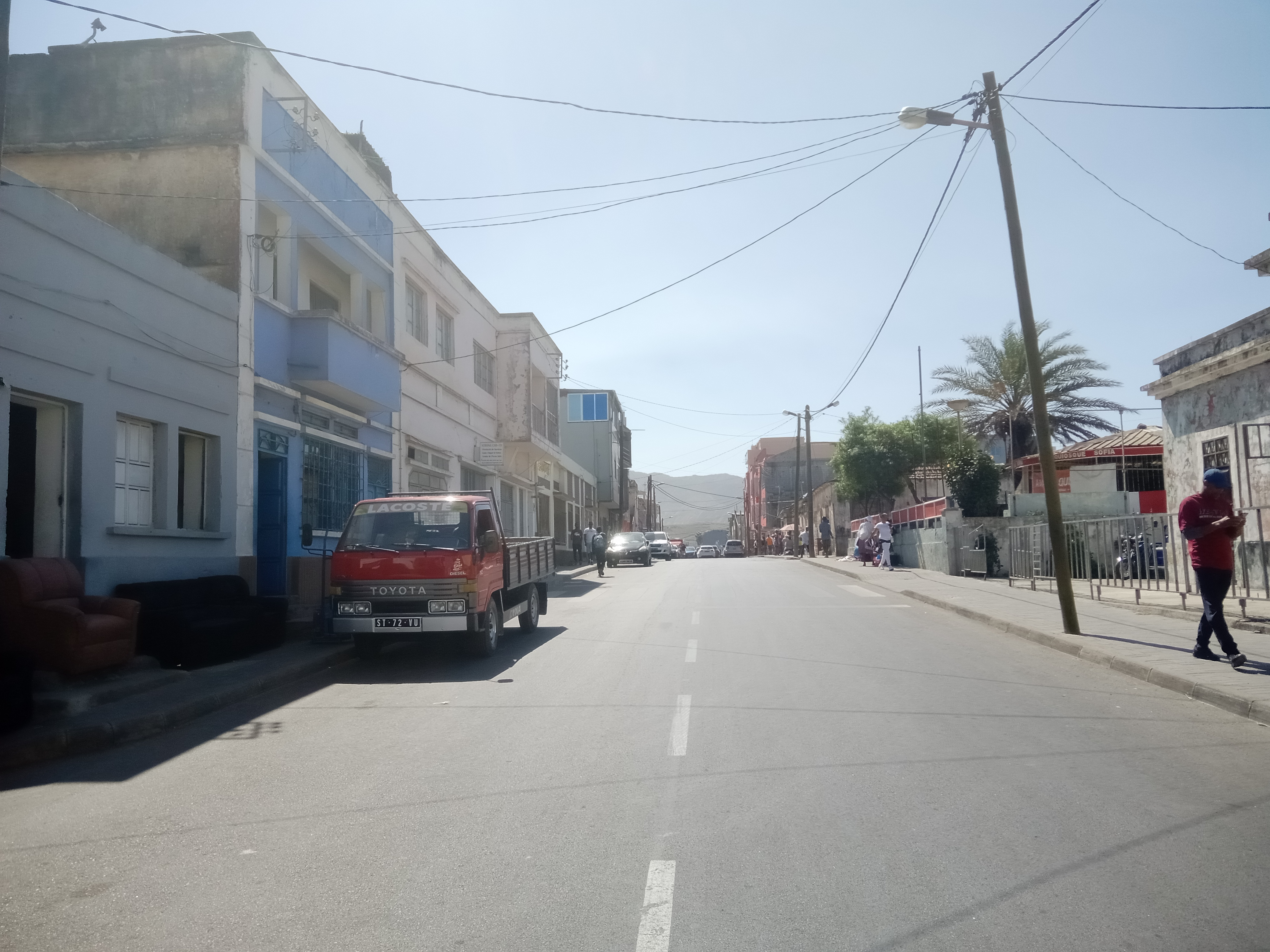
Bairro de Cutelo, Assomada

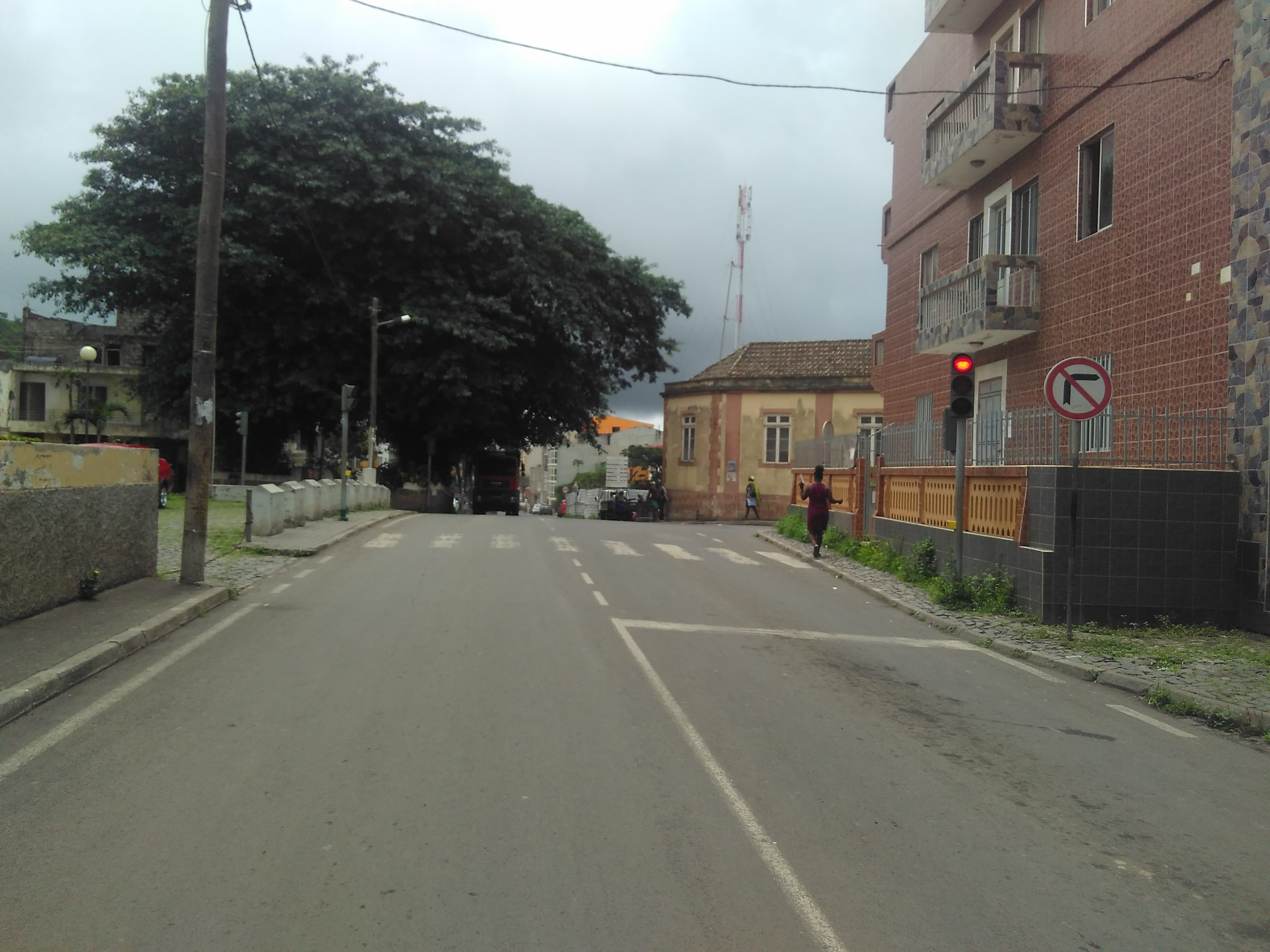
Portonzinho, Assomada

### Portaria n.º 146 de 4 de Maio de 1912
"Visto o que dispõe a organização administrativa da Província designado para a sede do Concelho de Santa Catarina, a freguesia do mesmo nome e precedendo autorização de sua excelência o Ministro das colónias, a quem este governo ponderou sobre as circunstancias que acolhem e permitem actualmente a instalação dos serviços concelhios e do julgado municipal na povoação já importante e central, da Assomada, a qual ficara em breve servida por uma estrada carreteira, ligando a com o porto da Ribeira da Barca; hei por conveniente determinar a transferência da sede do Concelho referido da vila do Tarrafal para a dita povoação de Assomada, o que deverá efectuar-se logo que esteja resolvida a possível instalação ali dos serviços administrativos, concelhios, do Estado e Municipais".
Governo da Província de Cabo Verde na Cidade da Praia, 3 de Maio de 1912
– Joaquim Pedro Vieira Júdice Bicker, Governador.

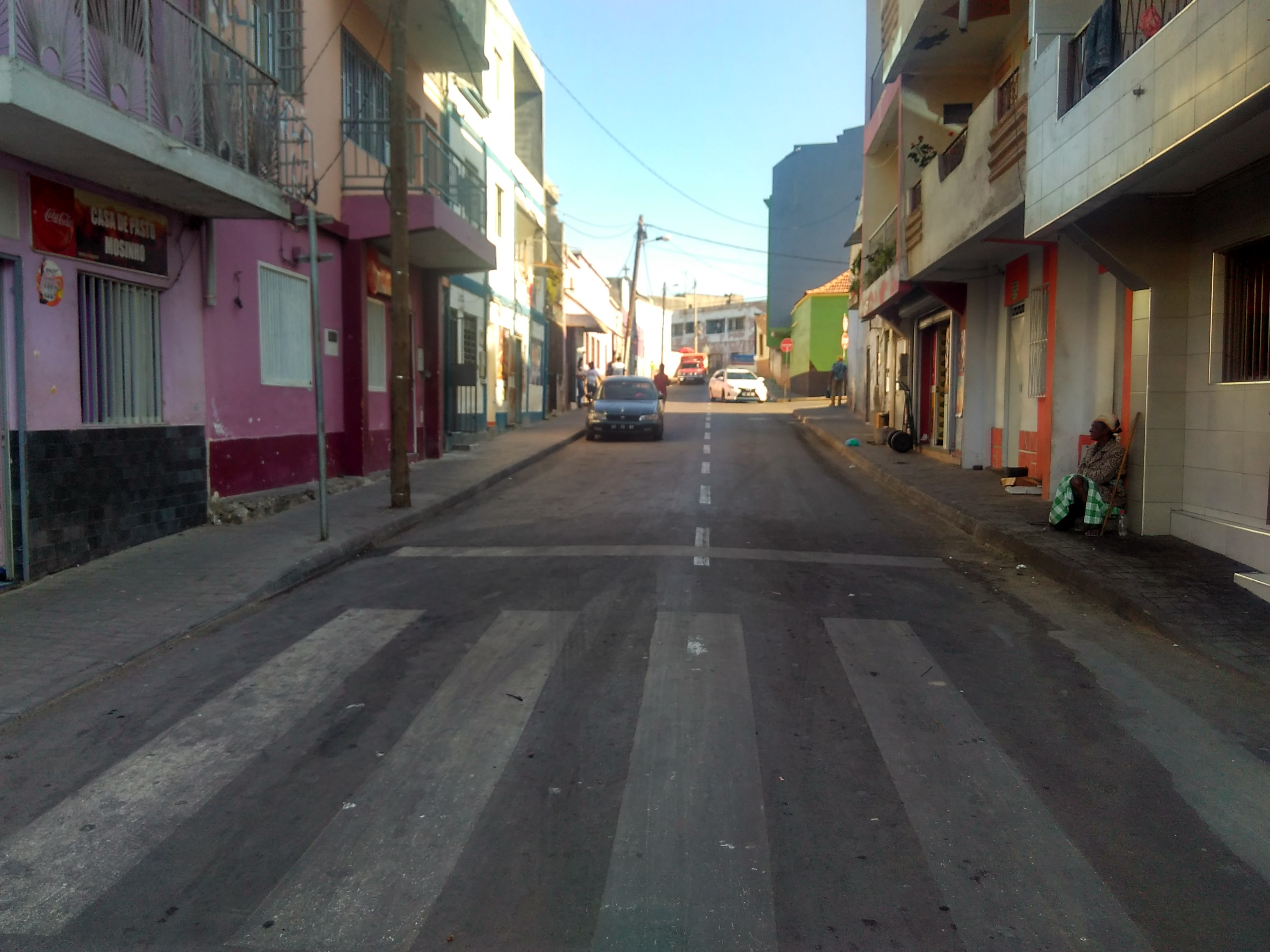
Chão dos Santos(São Bento), Assomada

### Cidade de Assomada
O notável desenvolvimento do Concelho de Santa Catarina, e em particular de Assomada, fez com que a 13 de Maio de 2001, 167 anos após a fundação do concelho de santa Catarina e 89 anos depois de tornar-se a sede do concelho, foi elevada à categoria de Cidade, tornando-se assim na primeira cidade de Cabo Verde do pós-independência e satisfazendo sucessivas pretensões de seus cidadãos.
O Decreto-Lei n.º 7/2001 de 26 de Março foi o instrumento que formalizou a elevação de Assomada a cidade. O texto do Decreto-Lei começa por fazer referência à Portaria de Júdice Bicker que criou o concelho de Santa Catarina. Faz menção às duas tentativas de elevação de vila a cidade, efectuadas anteriormente no Parlamento. Também recorda a contribuição e o papel de Santa Catarina e sua gente na história e desenvolvimento de Cabo Verde. O documento foi visto e aprovado em Conselho de Ministros por José Maria Pereira Neves, Carlos Duarte de Burgo e Maria Cristina Fontes Lima. A promulgação pelas mãos do então Presidente da Republica, António Mascarenhas Monteiro foi em 16 de Março de 2001 e referendado pelo Primeiro Ministro José Maria Neves no mesmo dia.

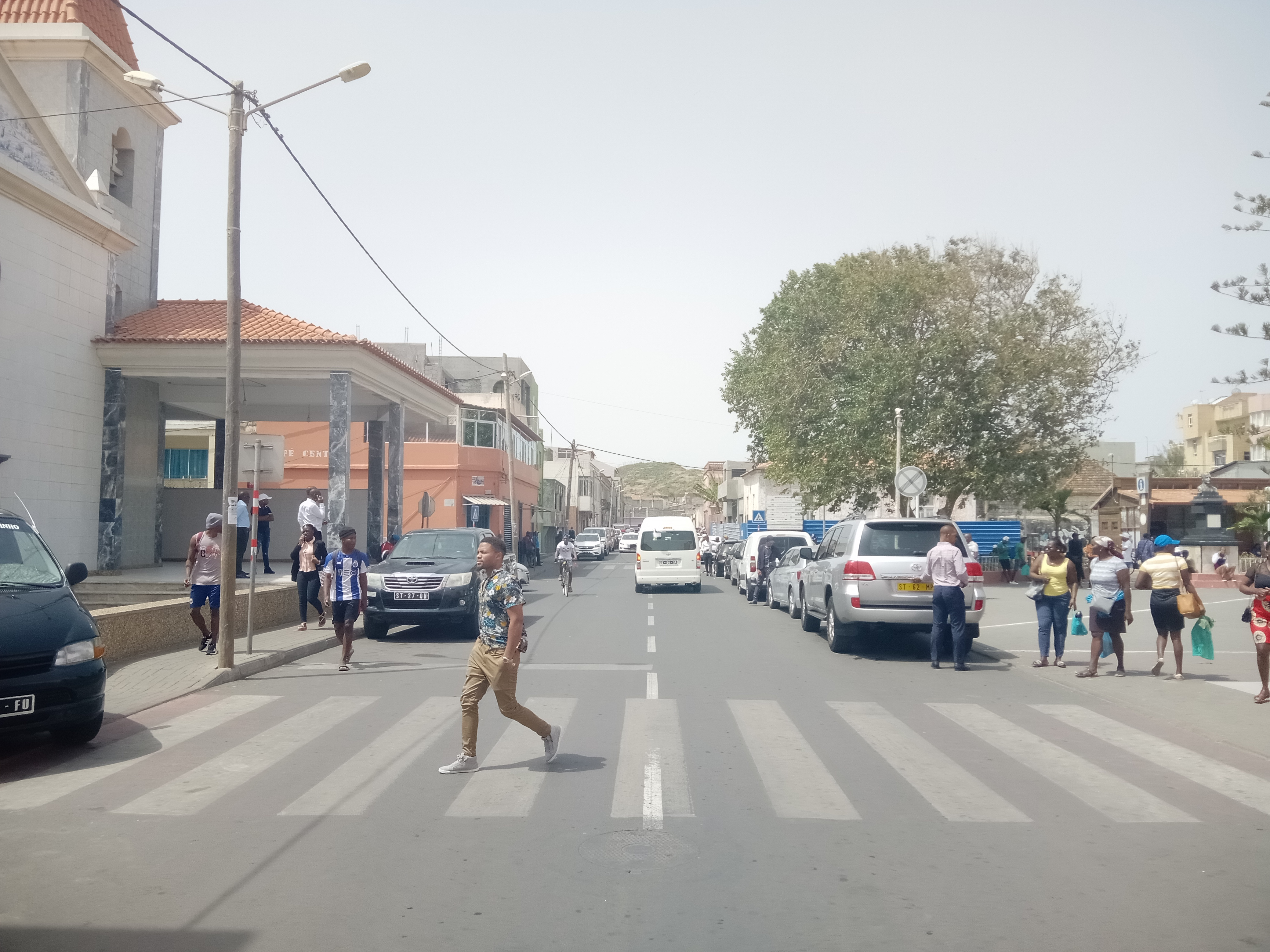
Centro da Cidade de Assomada

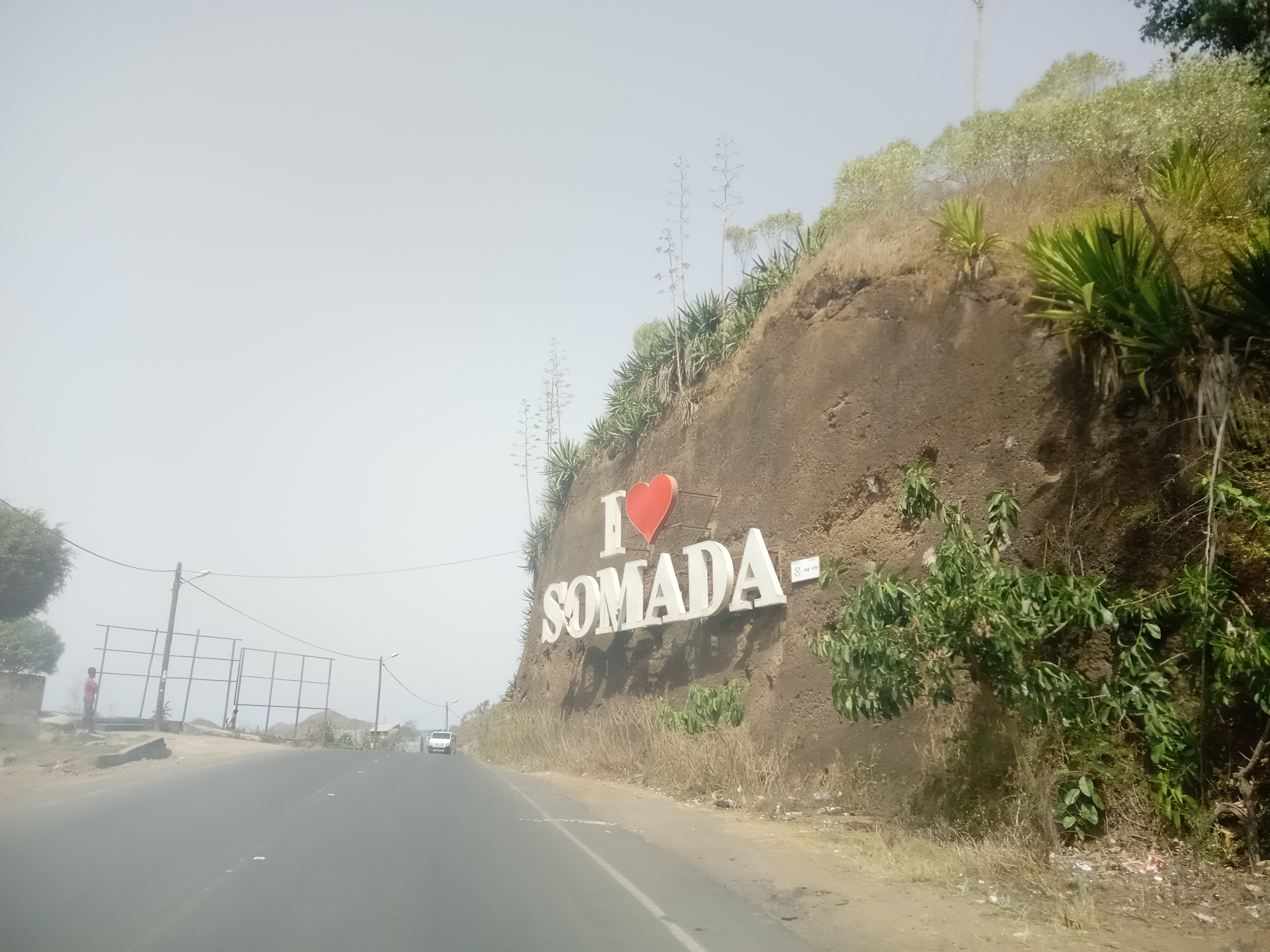
Sinalética à entrada da Cidade

### Decreto-Lei n.º 7/2001 de 26 de Março
1. Desde Maio de 1912, e por força da Portaria nº 146 de 04 de Maio, dimanada do governador Júdice Bicker, Assomada é sede do Concelho de Santa Catarina que, na altura, englobava as freguesias de Santa Catarina, São João Baptista, São Salvador do Mundo, São Miguel e Santo Amaro Abade. Antes a sede do Concelho fora sucessivamente Picos, Achada Falcão e Tarrafal;
2. Com a transferência da sede do Concelho da Cidade de Ribeira Grande – actual Cidade Velha -, para a então incipiente povoação dos Picos, na freguesia de São Salvador do Mundo, em 14 de Fevereiro de 1834, deu-se origem ao Concelho de Santa Catarina. Data de 1838, a designação do primeiro Presidente da Câmara de Santa Catarina, António Furtado;
3. Neste ano de 2001, 167 anos após a fundação desse importante Concelho de Santiago de Cabo Verde, e 89 anos após a elevação de Assomada à categoria de sede do Concelho, o Governo propõe a elevação de Assomada à categoria de Cidade, a qual constitui uma aspiração das suas gentes, principalmente da sua juventude, já sonhada, já sentida, já expressa por duas vezes na Assembleia Nacional, sendo a última vez, em Junho de 1999.

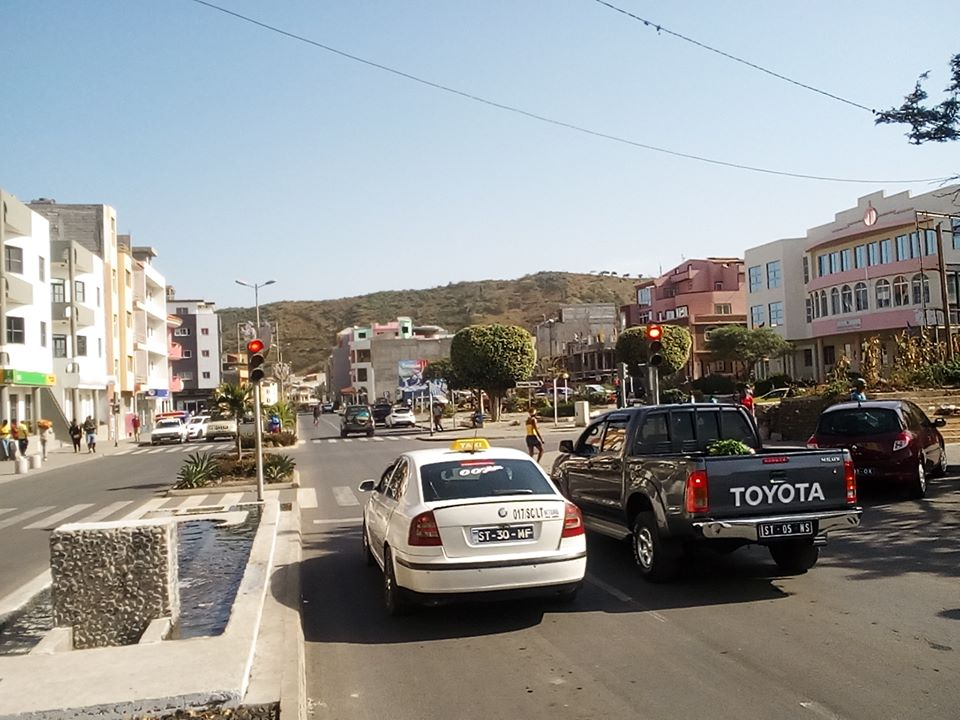
Avenida Liberdade, Assomada

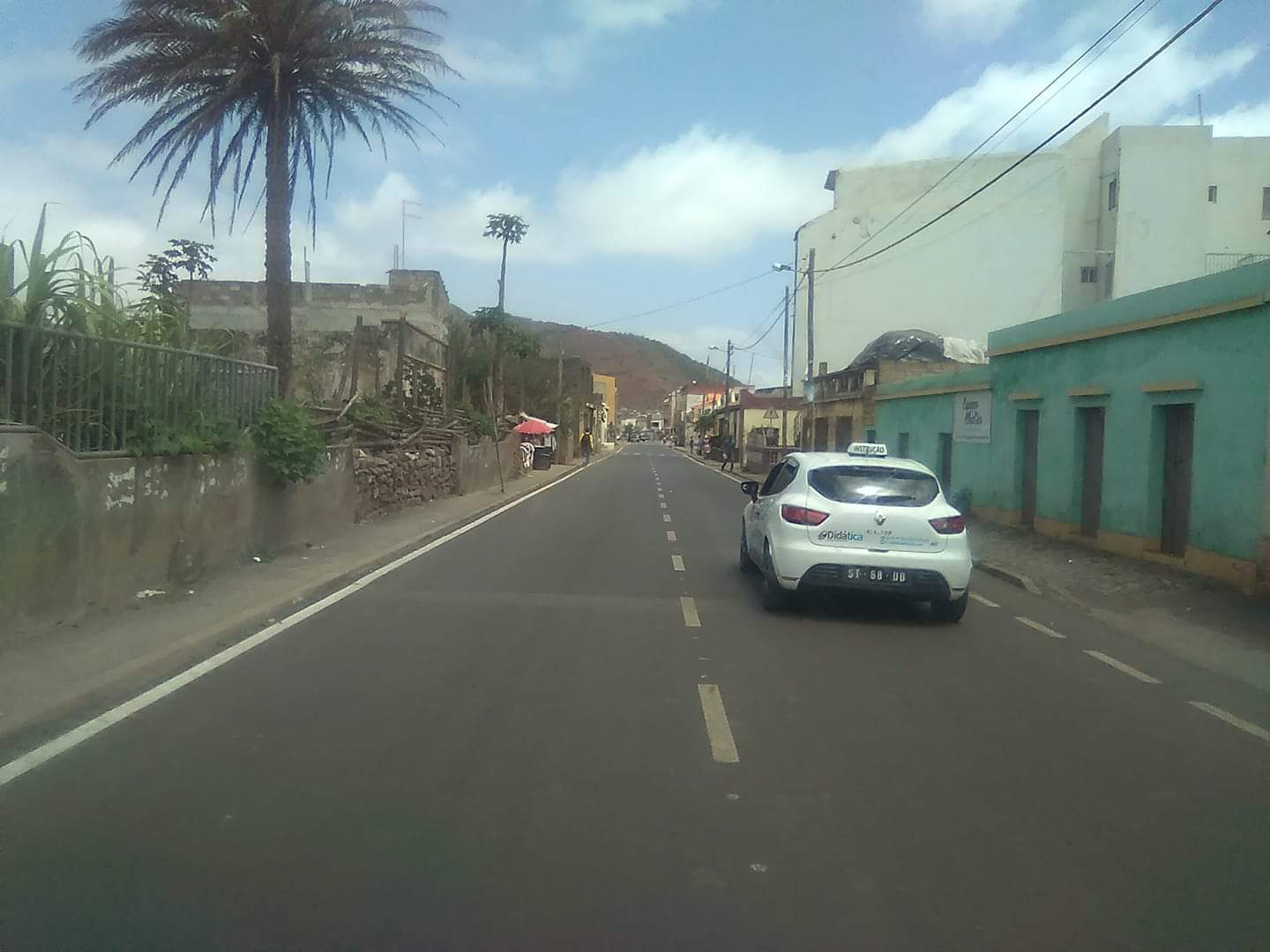
Bairro de Nhagar(Nhaga), Assomada

4. A revolta dos Engenhos de 1822, a revolta da Fonteana de 1835, a revolta de Ribeirão Manuel de 1910, a petição dirigida ao Senhor Governador da Colónia em 1946 por onze ilustres filhos daquele Concelho, a petição então dirigida ao Ministro do Ultramar por cidadãos de Santa Catarina em Agosto de 1962, a luta dos estudantes no verão de 1970 para que se instalasse um Ciclo Preparatório na Vila de Assomada, a adesão de jovens estudantes e de vários emigrantes e camponeses à causa da luta de libertação nacional, são sinais do espírito de entrega das mulheres e dos homens de Santa Catarina às causas nobres – a luta pela liberdade, pela democracia e pela dignidade humana, o que foi, desde sempre, e continua a ser, a divisa dos santacatarinenses.
5. Desde a sua fundação, Assomada conheceu um desenvolvimento constante, particularmente no domínio agrícola e comercial.A  posterior contou decisivamente a favorável situação climática que permitiu o seu desenvolvimento.O mercado da Assomada, fundado em 1931, é um dos maiores da ilha de Santiago, com uma grande variedade de produtos agrícolas e artesanais.Centro Cultural Norberto Tavares no antigo posto de correio, lar do Museu da Tabanca até 2008, um dos principais centros comerciais da ilha de Santiago, foi construído em 1931, para dar vazão à dinâmica agrícola e comercial. Hoje, Assomada é um importante pólo comercial de produtos agro-pecuários, sendo a sua rede de estabelecimentos comerciais bastante larga e diversificada no qual operam centenas de comerciantes retalhistas e mais de duas dezenas de importadores.

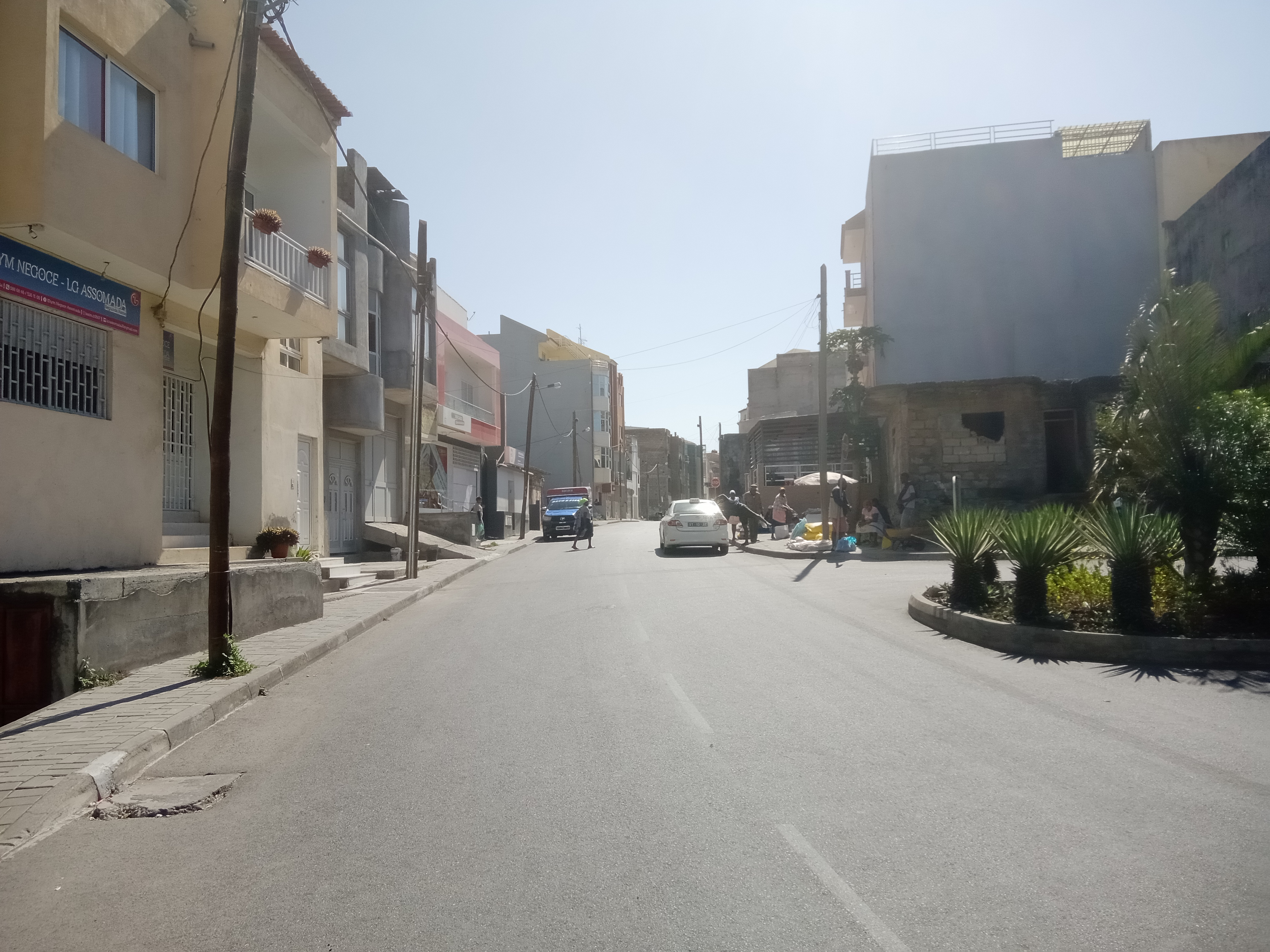
Bairro de Moinho, Assomada

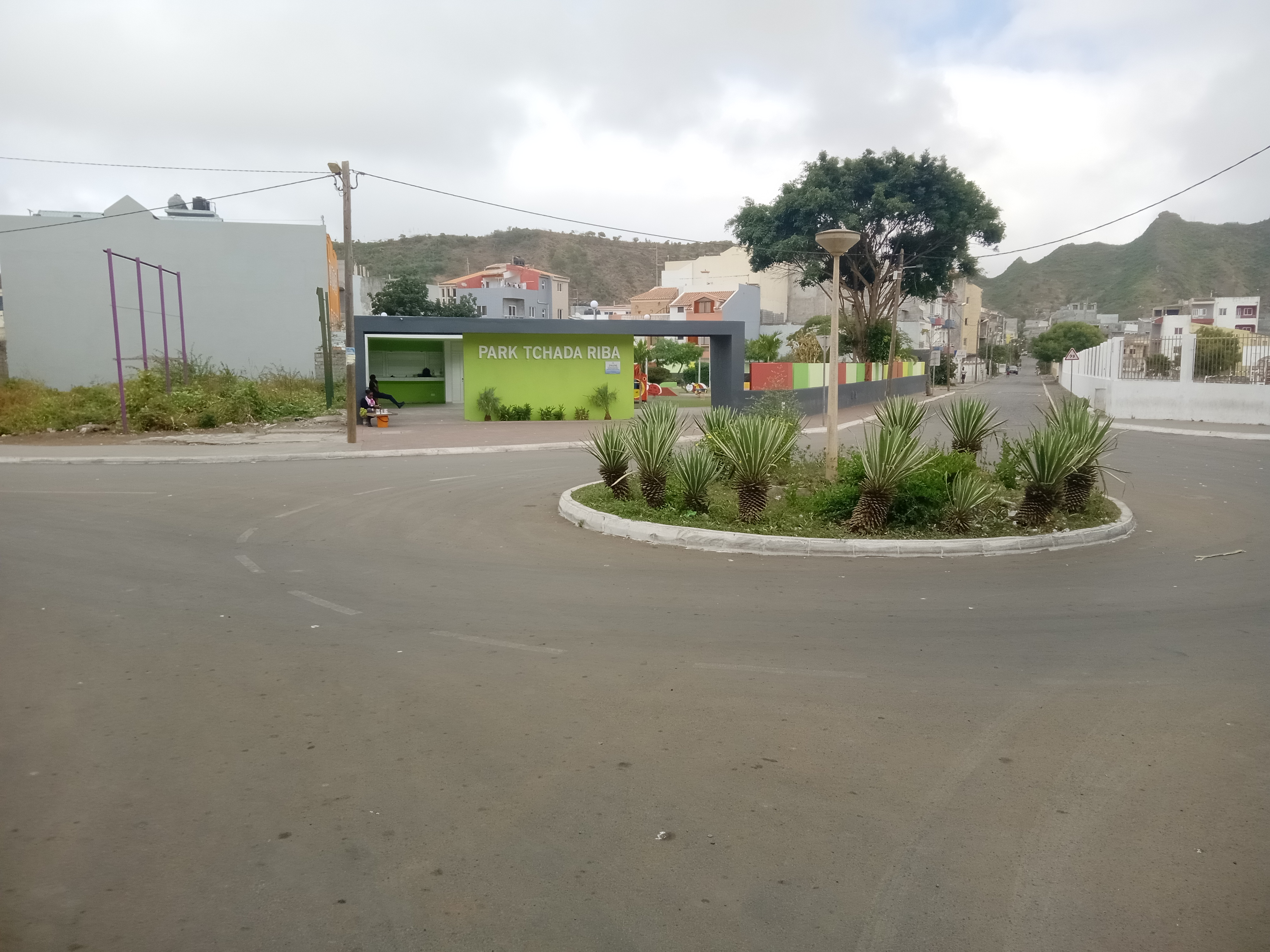
Bairro de Achada Riba, Assomada

6. Nos anos pós independência, Assomada conheceu um desenvolvimento assinalável, ainda que distante das aspirações das suas gentes. Foram construídos pelo Estado, nomeadamente, o Liceu, a Agência do BCA, a sede concelhia dos Correios de Cabo Verde, um moderno Centro de Telecomunicações, o Hospital Regional, o Centro Cultural – Museu da Tabanca, a Escola Técnica, o Lar de Estudantes, e várias estradas de penetração que ligam Assomada aos principais centros populacionais e urbanos do Concelho e da Ilha.
Em Assomada funcionam ainda Tribunal de Comarca de Santa Catarina, com dois Juízos, e todos os serviços desconcentrados do Estado como o Hospital Regional, o palácio de justiça onde também funciona o Tribunal da Relação de Sotavento, o plano sanitário e o programa de electrificação;

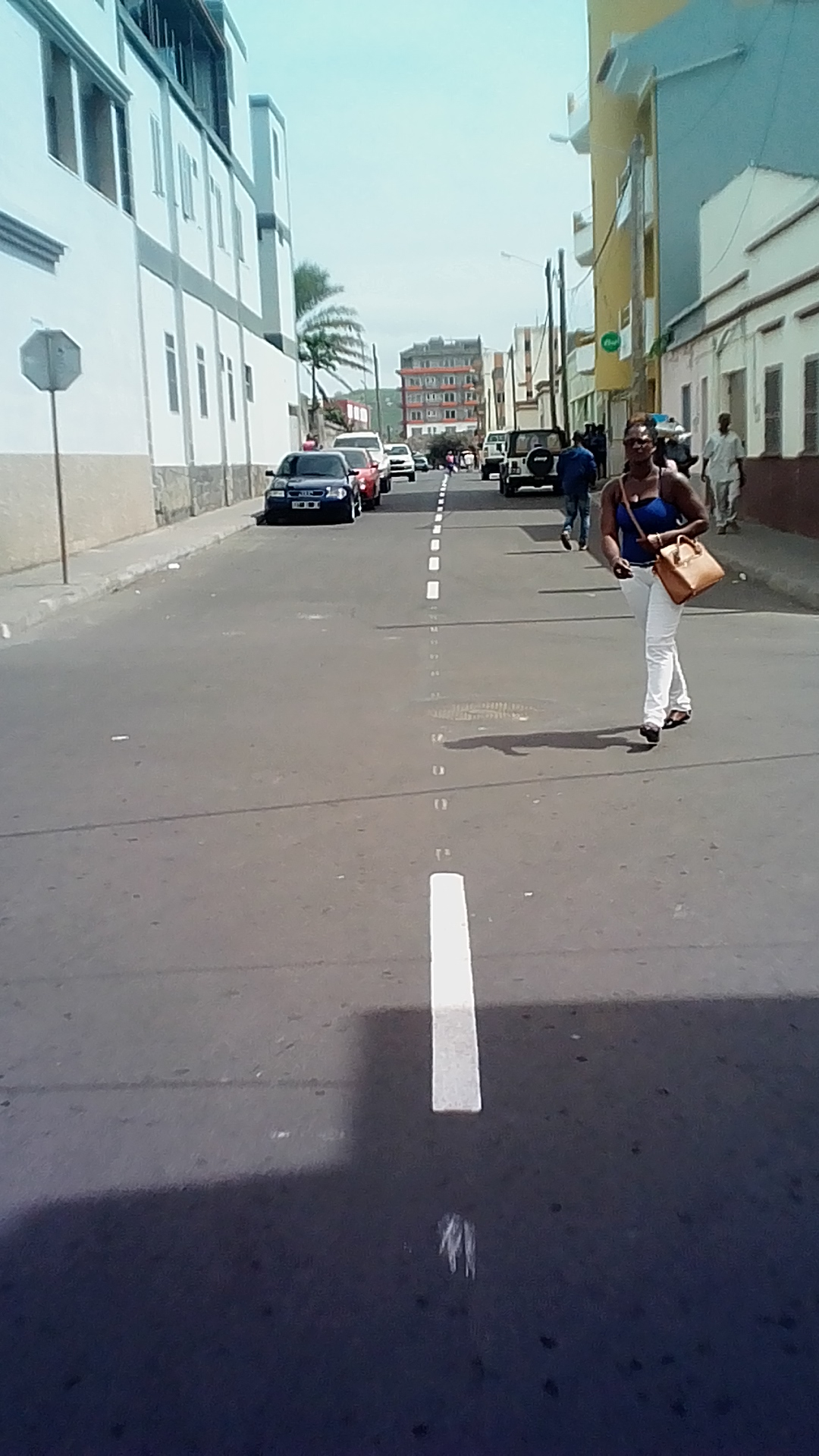
Rua que dá acesso ao bairro de Traz D'empa

Na Assomada estão sediados importantes equipamentos colectivos privados das mais diversa áreas (capela, pavilhão gimnodesportivo, jardins-de-infância, jardim público, duas farmácias, seis agências bancárias, seis residenciais, dois hotéis, restaurantes, cafés e bares discotecas, campo de futebol, escolas secundárias, minimercados e supermercados, várias colectividades no âmbito dos sectores desportivo, cultural e recreativo), o que propicia uma boa qualidade de vida.
Tem uma distribuição de água e de energia eléctrica razoável, o que, contudo, deverá ser melhorado.
É significativo o aumento do núcleo urbano da vila de Assomada, caracterizado por um crescimento da população e com um elevado número de jovens a chegar à idade adulta.

Assomada é, assim, hoje, um importante centro de encontro de pessoas que a procuram para estudar, para demandar os serviços do Hospital Regional, para vender ou comprar produtos agro-pecuários, ou então conhecer a cultura e as gentes desta importante parcela do território nacional, cujos filhos escreveram já heroicamente lindas páginas da história deste País.

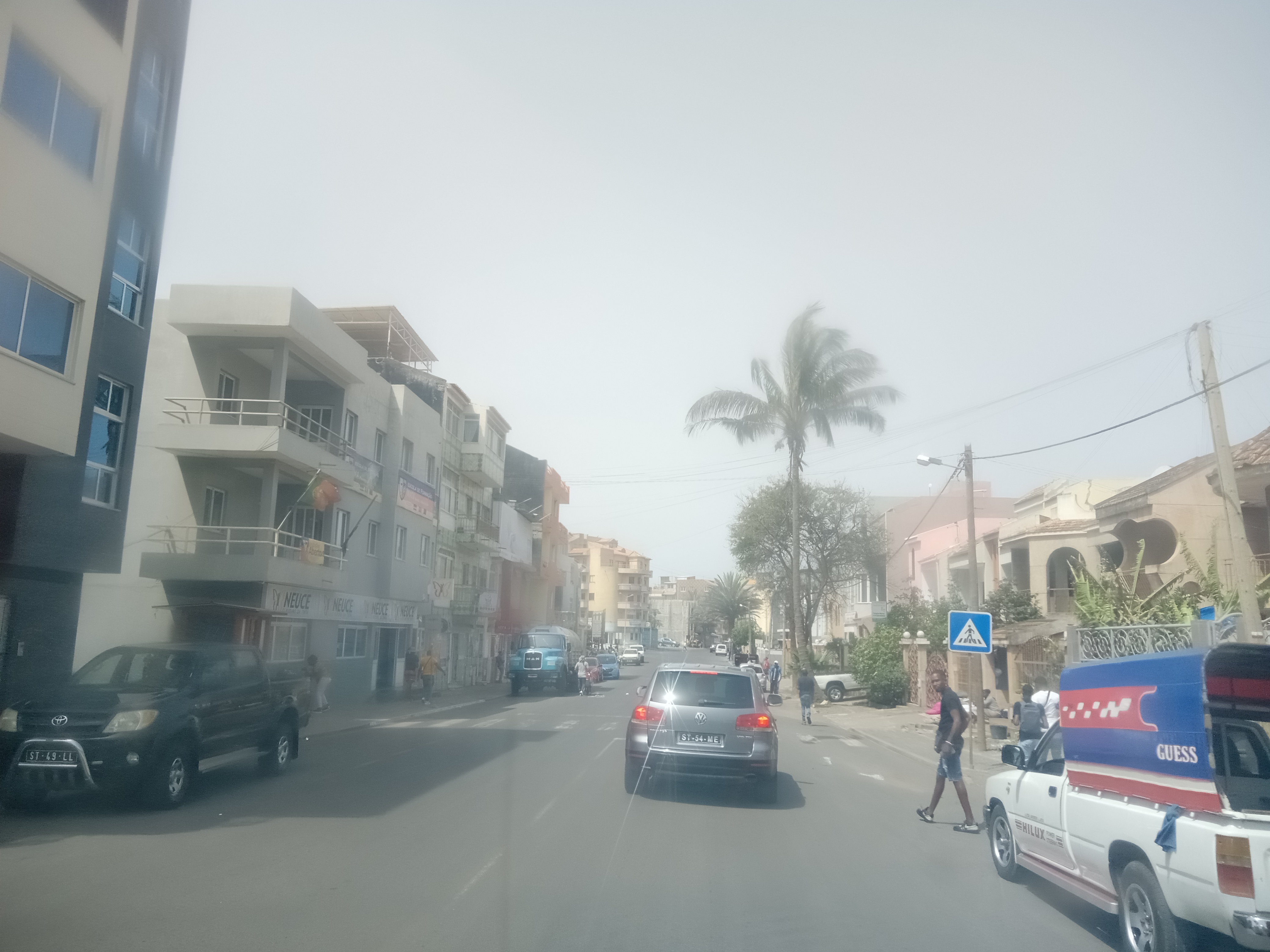
Bairro de Bolanha

7. No início do III Milénio e do Século XXI, as mulheres e os homens de Santa Catarina desejam ardentemente um desenvolvimento auto-sustentável, com qualidade de vida, melhor distribuição dos rendimentos e equilíbrio ambiental.
A elevação da Vila de Assomada à categoria de Cidade deve ser entendida neste contexto: como um passo decisivo, um elemento indutor do desenvolvimento do Concelho e do interior de Santiago e um estímulo á atracção de investimentos nos sectores hoteleiro e turístico, que são áreas ainda muito carenciadas no Concelho;
Essa elevação é decisiva na modelação do plano sanitário, visando a melhoria da qualidade ambiental e de vida, designadamente através do tratamento e reutilização das chamadas água negras; um estímulo à atracção de investimentos para o desenvolvimento de pequenas indústrias agro-alimentares, bem como à atracção de quadros, tão necessários para a dinâmica de desenvolvimento que se quer imprimir.
8. A elevação de Assomada à categoria de Cidade, se acompanhada de outras medidas de política, para além das acima mencionadas, tais como ampliação e modernização das vias de penetração e acesso às outras localidades do Concelho, melhoramento do aprovisionamento e distribuição de água e energia, construção dos cais de pescas de Ribeira da Barca e de Rincão e a criação de infra-estruturas de frio para a conservação do pescado, fomento e apoio à pecuária e à instalação de indústria de tratamento e transformação da carne, a captação de águas superficiais, designadamente através de construção de barragens, o fomento e o apoio à produção avícola, maximé através da criação de circuitos comerciais para o escoamento da produção deverá suscitar uma dinâmica de desenvolvimento auto-sustentado que todos desejamos para Santa Catarina.

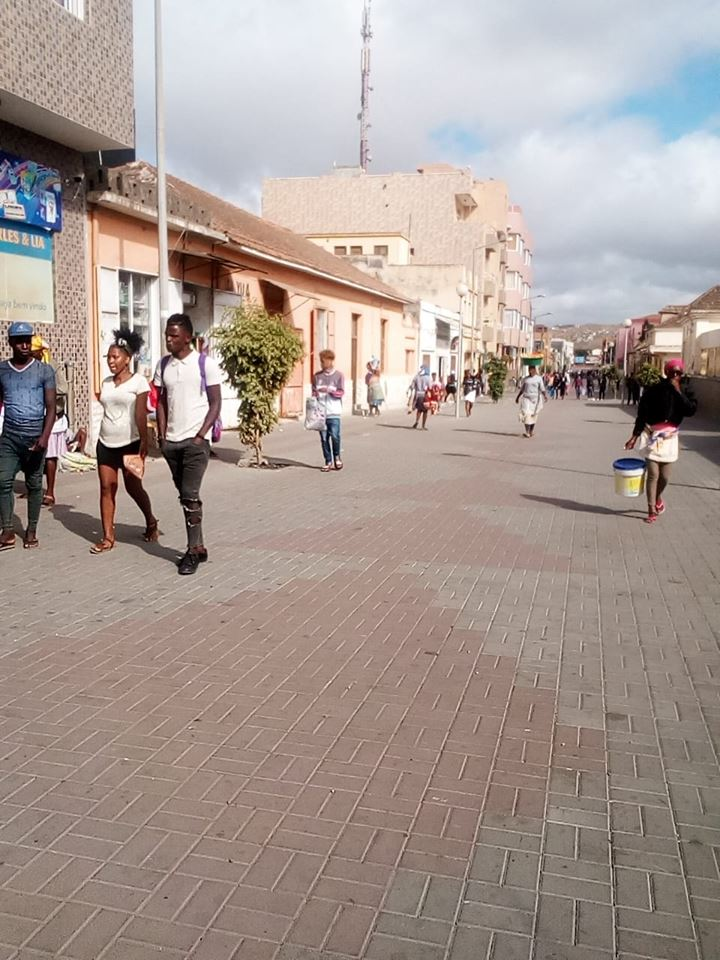
Rua pedonal em Assomada

9. O n.º 3 do artigo 4.º do Decreto-Lei nº 93/82, de 6 de Novembro, preceitua que a categoria de cidade só poderá ser conferida a vilas com significativo desenvolvimento industrial ou comercial, servidas de vias de comunicação e dotadas de instalações de urbanas de água e electricidade.
Pelo exposto, ficou demonstrado que a sede do Concelho de Santa Catarina tem um potencial de desenvolvimento que justifica e fundamenta a elevação da vila de Assomada à categoria de cidade, prestando justiça e homenageando os seus filhos e residentes.
Urge portanto reconhecer a vila de Assomada como cidade, o que se materializa com o presente diploma.
Nestes termos, ouvida a Câmara Municipal de Santa Catarina; e
Ao abrigo do nº 3 do artigo 4º do Decreto-Lei nº 93/82, de 6 de Novembro, e No uso da faculdade conferida pela alínea a) do nº 2 do artigo 203º da Constituição, o Governo decreta o seguinte:
Artigo 1.º
A vila de Assomada, sede da freguesia e concelho de Santa Catarina, Ilha de Santiago, é elevada à categoria de cidade.
Artigo 2.º
O presente diploma entra em vigor no dia 13 de Maio de 2001.
Visto e aprovado em Conselho de Ministros.
José Maria Pereira Neves — Carlos Duarte de Burgo — Maria Cristina Fontes Lima.
Promulgado em 16 de Março de 2001.
Publique-se.
O Presidente da República, ANTÓNIO MANUEL MASCARENHAS GOMES MONTEIRO.
Referendado em 16 de Março de 2001.
O Primeiro Ministro, José Maria Pereira Neves.

## Divisão Administrativa
O censo 2010 do INE sub-dividiu a cidade de Assomada em 21 localidades.
| Achada Riba   | Atrás de Banco   | Bolanha       | Centro (Cidade) |
| Chã de Santos | Covão            | Covão Ribeiro | Cruz Vermelha   |
| Cumbém        | Cutelo           | Cutelo Somada | Espinho Branco  |
| Leiria        | Lém Vieira       | Matinho       | Nhagar          |
| Pedra Barro   | Ponta Fonte Lima | Portãozinho   | Tarafalinho     |
| Traz D'Empa   |                  |               |                 |

## Demografia
De acordo com dados de 2005, a cidade de Assomada tinha 11.900 habitantes.
| População da cidade de Assomada (1990–2010) | População da cidade de Assomada (1990–2010) | População da cidade de Assomada (1990–2010) | População da cidade de Assomada (1990–2010) |
| ------------------------------------------- | ------------------------------------------- | ------------------------------------------- | ------------------------------------------- |
| 1990                                        | 2000                                        | 2005                                        | 2010                                        |
| 3414                                        | 7067                                        | 11900                                       | 12332                                       |

Segundo dados do censo 2010 publicados pela INE a população de Assomada a presentava a seguinte distribuição:
| Sexo      | População residente | Agregados por sexo do representante | Idade            | Idade         | Idade      |
| Sexo      | População residente | Agregados por sexo do representante | Menos de 15 anos | Entre 15 e 64 | Mais de 65 |
| Total     | 12332               | 2711                                | 3760             | 7965          | 605        |
| Masculino | 5900                | 1435                                | 1814             | 3850          | 234        |
| Feminino  | 6432                | 1276                                | 1946             | 4115          | 371        |

## Educação
Em Assomada, na Avenida Principal da Bolanha, está assentado o Campus da Bolanha, a sede da Universidade de Santiago, uma das principais instituições privadas de ensino superior de Cabo Verde.

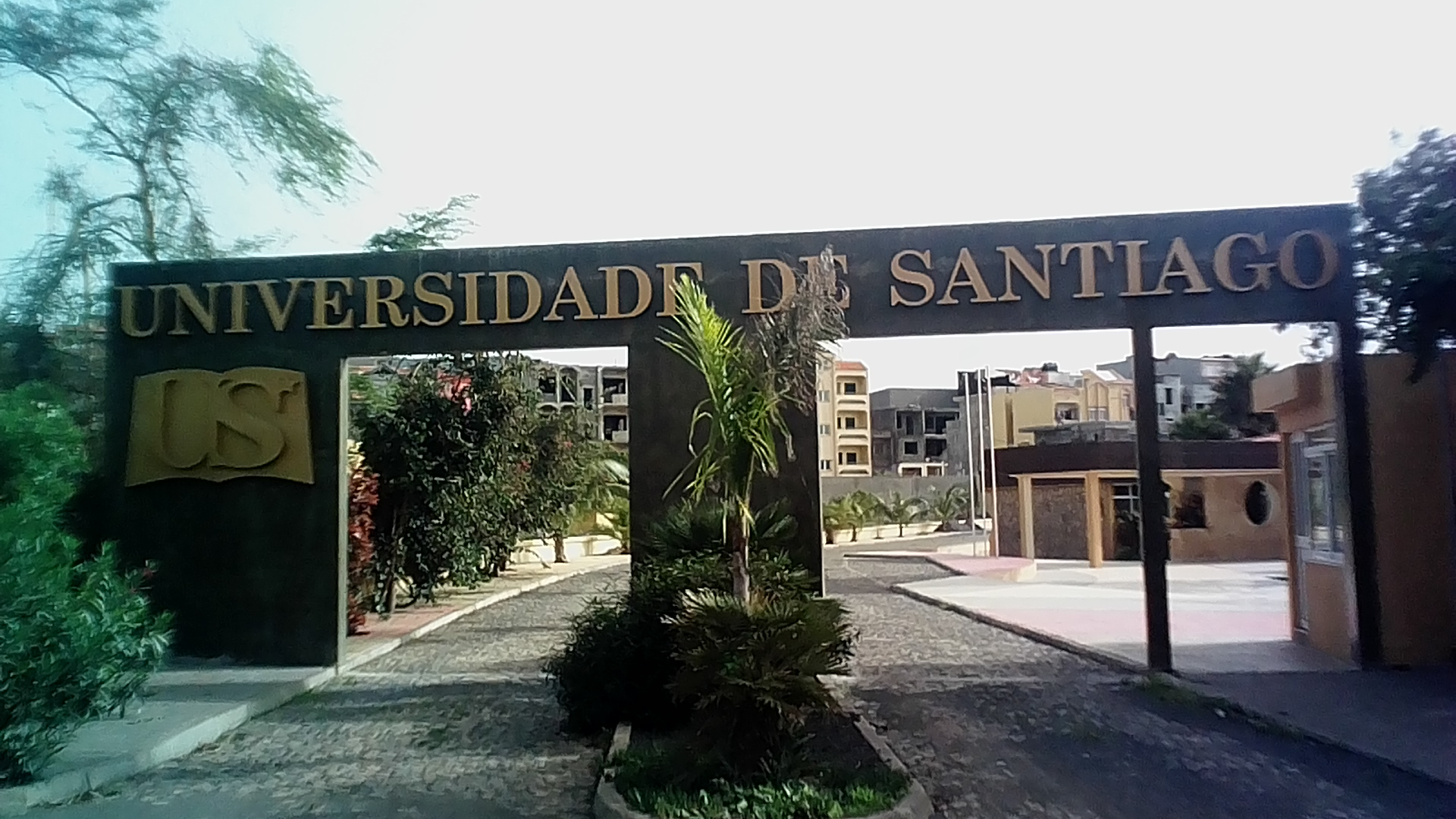
Universidade de Santiago

## Personalidades nascidas em Assomada
- Orlanda Amarílis (1924-), Escritora.
- José Maria Neves (1960-), Primeiro Ministro de Cabo Verde (2001-2016). Presidente de Cabo Verde (2021-presente)
- Gilyto Semedo (1976-), Artista

## Localidades com o nome Assomada
Em Portugal há duas localidades com o nome Assomada. Uma fica na ilha da Madeira, a outra localidade fica na ilha de Santa Maria, nos Açores.